# Procatedral de San Juan Bautista (Calvi)
La procatedral de San Juan Bautista de Calvi o simplemente catedral de Calvi (en francés: Pro-cathédrale Saint-Jean-Baptiste de Calvi) es una iglesia católica en Calvi, en la isla de Córcega, al sur de Francia. Fue la sede episcopal del obispo de Sagona entre 1576 y 1790, hasta que en 1801 fue sucedida por la diócesis de Ajaccio. La catedral es un monumento histórico de ese país.
Situada en la ciudadela que fue construida en el siglo XIII, la iglesia fue reconstruida en 1570 después de una destrucción parcial, en el estilo barroco clásico. Se convirtió en pro-catedral en 1576 por decisión del entonces papa Gregorio XIII, cuando los obispos de Sagona establecieron su residencia allí.
La iglesia de San Juan Bautista en Calvi, tiene un estilo "barroco corso" único. Parcialmente transformada en fortaleza, la iglesia tiene sólo su parte suroriental y la fachada occidental y fue diseñada en forma de cruz griega.

## Véase también

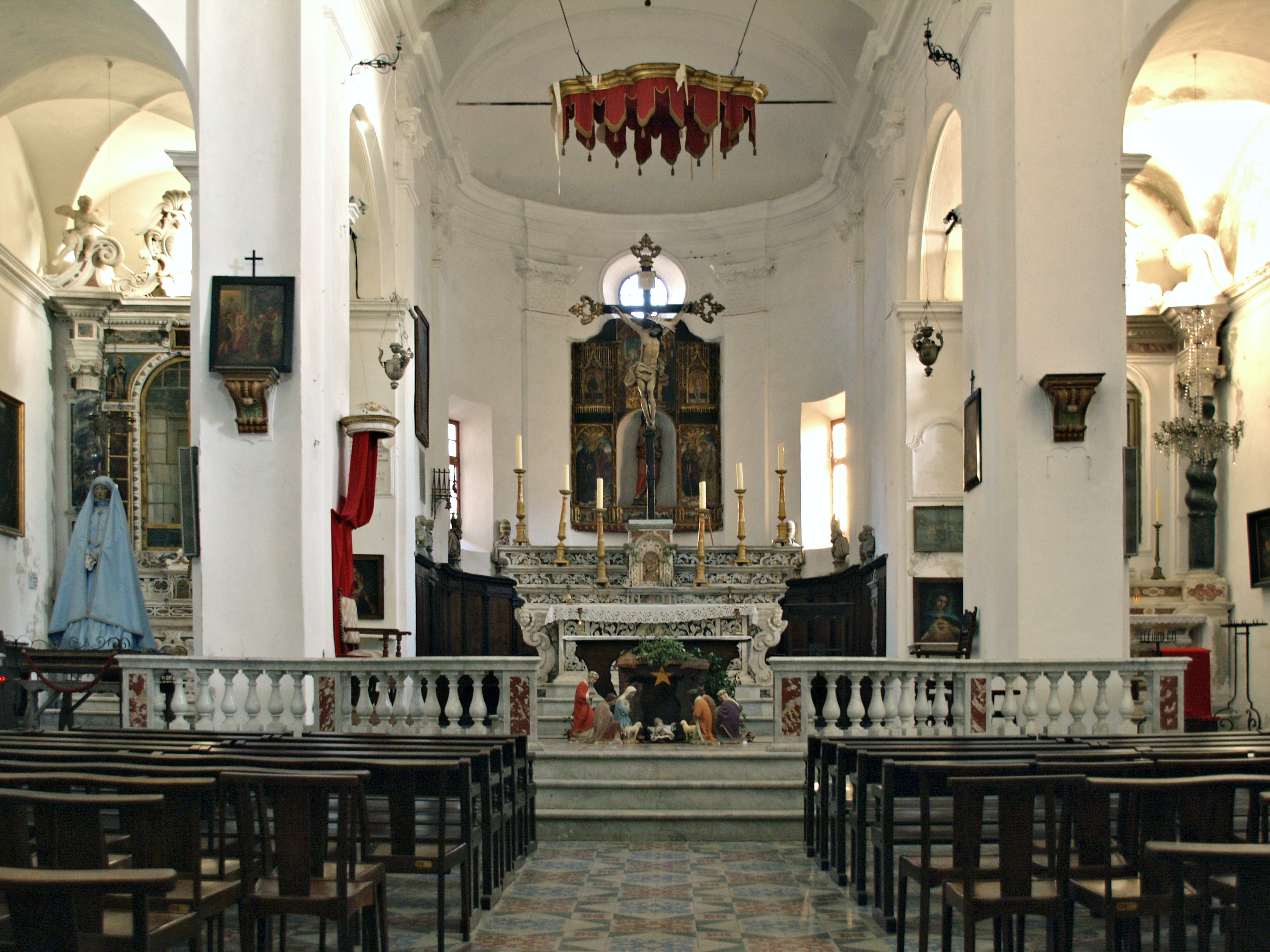
Vista interna